# ユキ・デスノス＝フジタ
ユキ・デスノス＝フジタ　(Youki Desnos-Foujita 1903年 - 1966年?）は初めに藤田嗣治と、後にロベール・デスノスと結婚したフランス人女性。
本名リュシー・バドゥ（Lucie Badoud）。その美貌と才知で両大戦間パリの芸術家サークルの花形女性のひとりとなる。初めに画家の藤田嗣治と、後に詩人のロベール・デスノスと結婚。デスノスがナチスの強制収容所で死んだ後は彼の遺した作品の出版に尽力する。ユキ（Youki）は藤田がつけた日本語のあだ名だが、彼は「バラ色の雪」の意味と説明していたらしい。

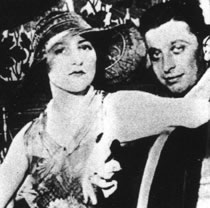
デスノスとユキ（1933年、Archives Desnos）

## 著書
- Les Confidences de Youki（1957年原著）
  - 『ユキの回想』河盛好蔵訳、美術公論社、1979年